# کانواس
کانواس (به پرتغالی: Canoas) یک شهر در برزیل است که در ریو گرانده جنوبی واقع شده‌است.

## خصوصیات
کانواس ۱۳۱٫۰۹۷ کیلومترمربع مساحت و ۳۳۳٬۳۲۲ نفر جمعیت دارد و ۸ متر بالاتر از سطح دریا واقع شده‌است.

## نگارخانه

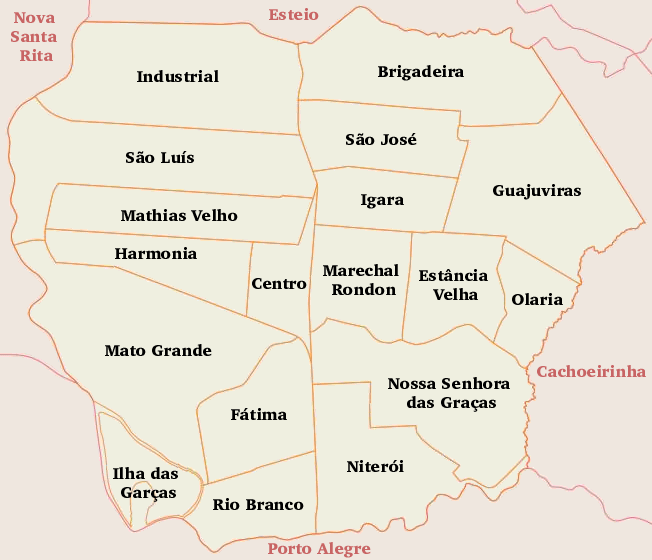
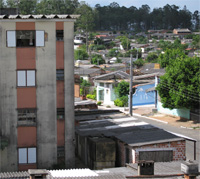
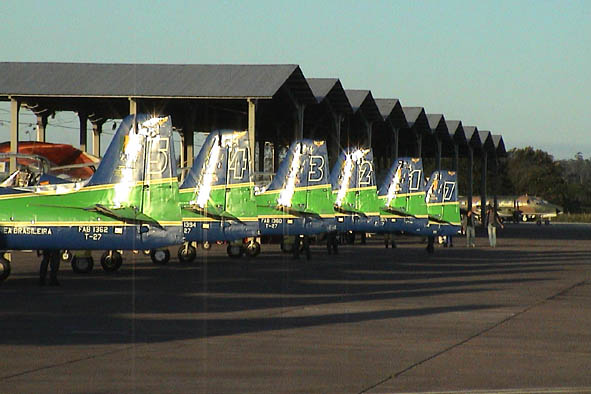
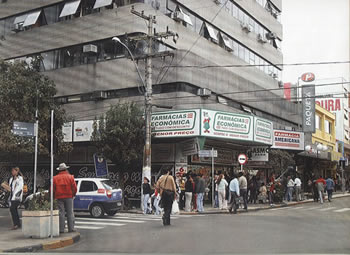
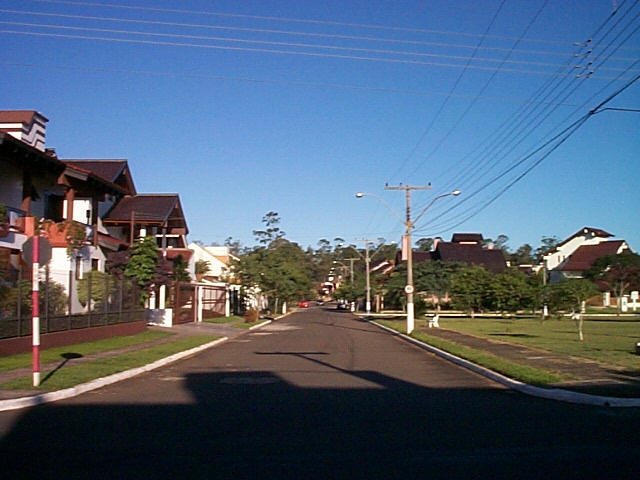
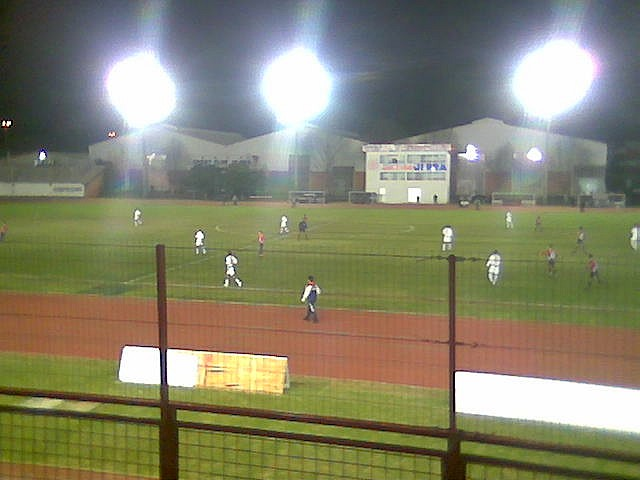
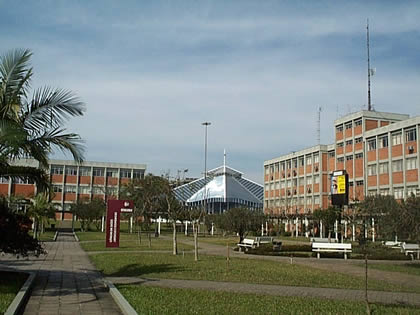
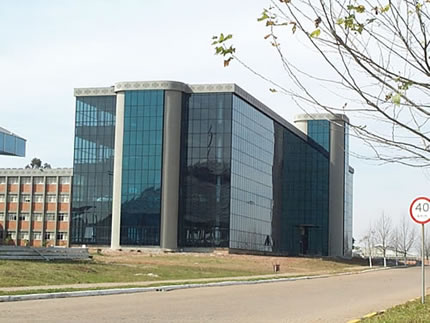
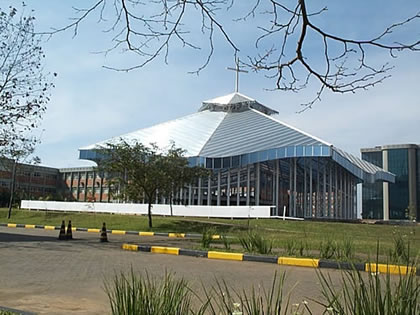
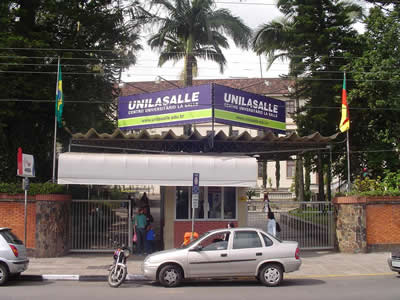
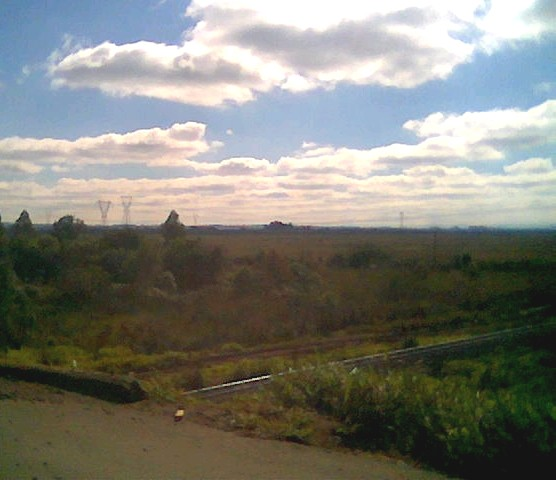
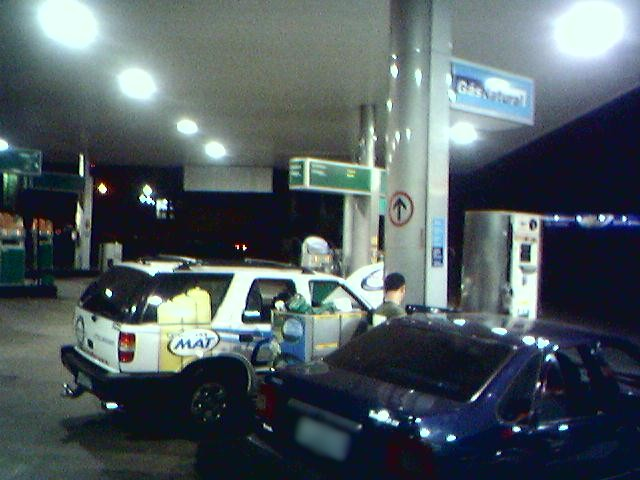
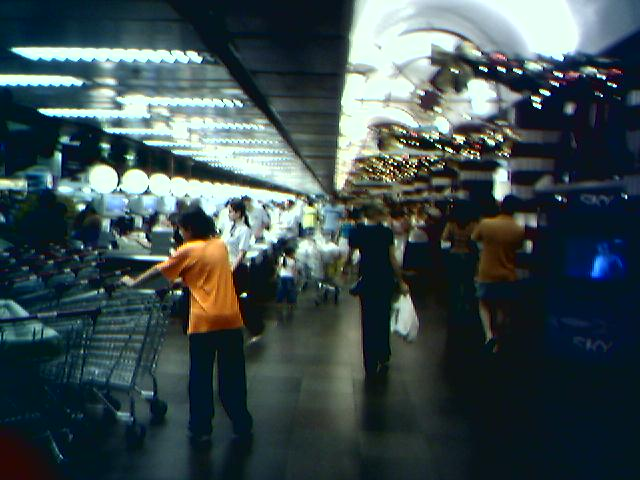
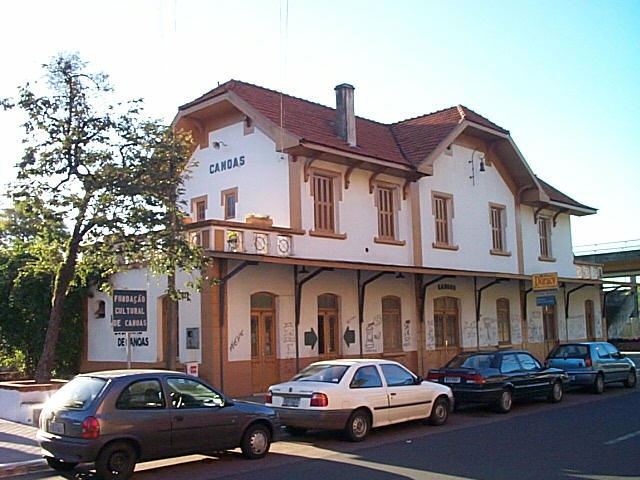
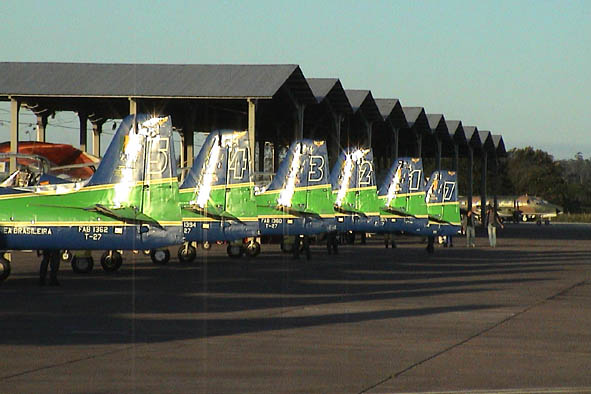
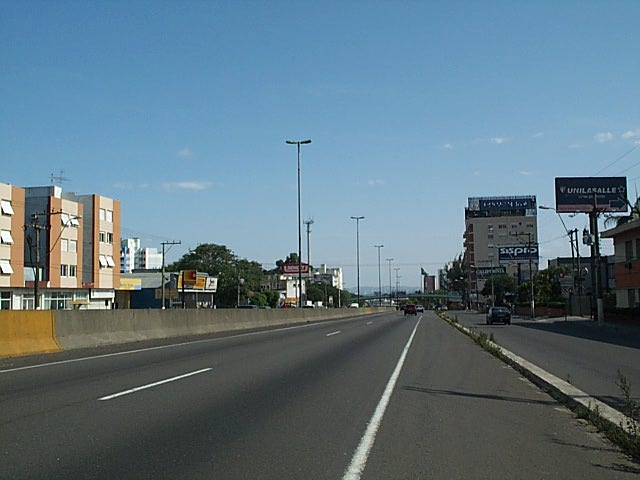
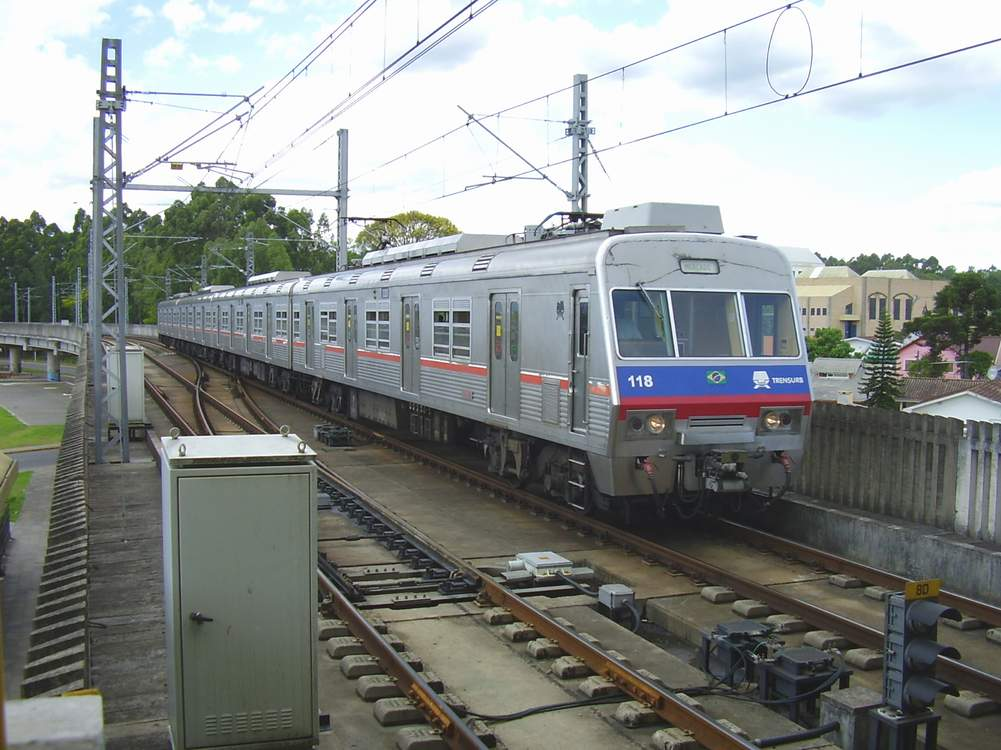
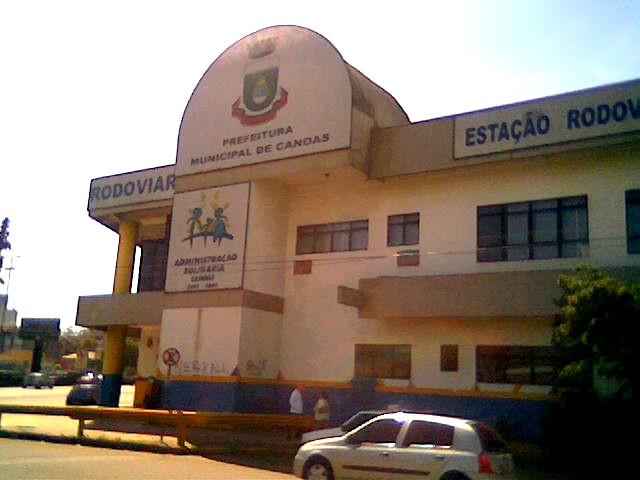
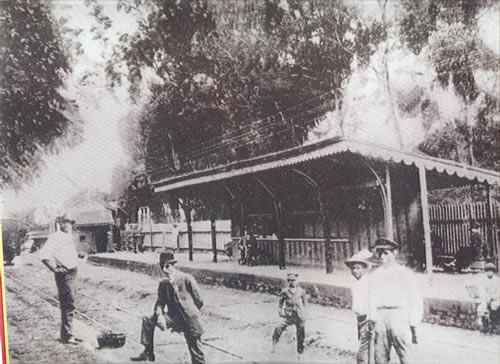
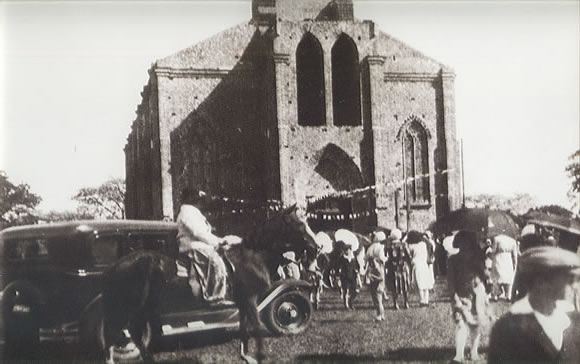
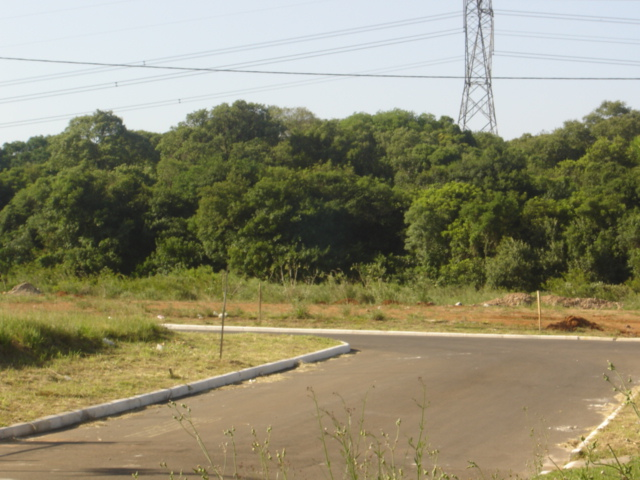